# Yoel Romero
Yoel Romero Palacio (* 30. April 1977 in Pinar del Río) ist ein kubanischer MMA-Kämpfer und ehemaliger Ringer. Er wurde 1999 Weltmeister und gewann bei den Olympischen Spielen 2000 eine Silbermedaille jeweils im freien Stil im Mittelgewicht. Seit 2013 kämpft er in der Ultimate Fighting Championship, der größten MMA-Organisation der Welt.

## Ringen
Yoel Romero stammt aus einer kinderreichen Familie. Er hat fünf Brüder, die alle wie er Sport betreiben, darunter der ehemalige Profiboxer Yoan Pablo Hernández. Er selbst entschied sich für das Ringen und begann im Jahre 1989 mit diesem Sport. Nach ersten größeren Erfolgen im nationalen Bereich wurde er zum Spitzenklub Cerro Pelado Havanna delegiert und dort von Filiberto Delgado trainiert. Er ringt nur im freien Stil. Neben dem Ringen absolvierte er in Havanna eine Trainerausbildung. Er rang in seiner Laufbahn immer im Mittelgewicht (bis 2001 bis 85 kg, ab 2002 bis 84 kg Körpergewicht).
Seinen ersten Auftritt bei internationalen Ringermeisterschaften hatte Romero bei den Juniorenweltmeisterschaften (Juniors) 1997 in Helsinki. Er belegte dort in der Klasse bis 83 kg Körpergewicht hinter dem Iraner Feridon Ghanbaripisar den 2. Platz. Im selben Jahr wurde er auch schon bei den Weltmeisterschaften der Senioren in Krasnojarsk eingesetzt. Er verlor dort nach zwei gewonnenen Kämpfen gegen Eldar Assanow aus der Ukraine und Soslan Frajew aus Russland, konnte im Kampf um den 5. Platz aber Mogamed Ibragimov aus Aserbaidschan besiegen.
Im Jahre 1998 gewann er in Winnipeg seinen ersten Titel bei Panamerikanischen Meisterschaften. Dabei besiegte er im Finale Dean Morrison aus den Vereinigten Staaten. Im gleichen Jahr gewann er bei den Weltmeisterschaften in Teheran auch seine erste Medaille bei Seniorenweltmeisterschaften. Nachdem er im Halbfinale gegen Alireza Heidari aus dem Iran verloren hatte, besiegte er im Kampf um die Bronzemedaille Chadschimurad Magomedow aus Russland knapp mit 3:2 techn. Punkten.
Bei den Panamerikanischen Spielen 1999 in Winnipeg musste er sich überraschenderweise Leslie Gutches aus den Vereinigten Staaten geschlagen geben und belegte im Endresultat den 3. Platz. Dafür feierte er bei den sich anschließenden Weltmeisterschaften in Ankara den größten Erfolg seiner Laufbahn. Er wurde dort mit sechs Siegen neuer Weltmeister. Auf dem Weg zu diesem Erfolg besiegte er u. a. André Backhaus aus Deutschland, der sich aber bei seiner 4:8-Punktniederlage gegen Romero sehr gut schlug. Im Endkampf besiegte Yoel Romero erneut Chadschimurad Magomedow.
Bei den Olympischen Spielen 2000 in Sydney kämpfte sich Yoel Romero mit vier Siegen bis in das Finale. Dort traf er auf Adam Saitijew aus Russland, der in der Form seines Lebens war und ihm keine Chance ließ. Der Punktsieg von Adam Saitijew fiel mit 7:1 technischen Punkten recht deutlich aus. Yoel Romero gewann aber immerhin die Silbermedaille.
Nach Sydney ging die erfolgreiche Laufbahn von Romero unvermindert weiter, wenn er auch bei Weltmeisterschaften und Olympischen Spielen keinen Titel mehr erringen konnte.
Bei den Panamerikanischen Meisterschaften bzw. Spielen feierte er aber 2001, vor Andy Hrovat, USA, 2002, vor Brandon Eggum, USA, 2003, vor Carl Rainville, Kanada und Cael Sanderson, USA, 2004, vor Thomas David Rowlands, USA und 2007 vor Jesus Gonzales, Venezuela überlegene Siege.
Bei den Weltmeisterschaften kam er 2001 auf den 3. Platz nach einer Halbfinalniederlage gegen Chadschimurad Magomedow. 2002 wurde er in Teheran Vizeweltmeister, wobei er im Finale Adam Saitijew einen harten Kampf lieferte und nur mit 3:4 technischen Punkten verlor. Im Jahre 2003 war in keiner guten Form und verlor gegen Mogamed Ibragimov, den Aserbaidschaner, der zwischenzeitlich für Mazedonien an den Start ging und Saschid Saschidow aus Russland.
Bei den Olympischen Spielen 2004 in Athen besiegte Romero u. a. David Bichinaschwili aus Deutschland. Im Halbfinale unterlag er dem US-Amerikaner Cael Sanderson knapp mit 2:3 technischen Punkten und verlor danach auch den Kampf um die Bronzemedaille gegen Saschid Saschidow mit 3:5 technischen Punkten.
Seine letzten Weltmeisterschaften bestritt er 2005 in Budapest. Nach vier Siegen, er schlug u. a. Saslan Hatzyjeu aus Belarus und Taras Danko aus der Ukraine, traf er im Finale auf Rewas Mindoraschwili aus Georgien. Er verlor diesen Kampf hoch mit 1:7 technischen Punkten. Nach diesem Kampf wurden ihm vom kubanischen Ringerverband Vorwürfe gemacht, er hätte nicht den vollen Siegeswillen gezeigt, ja sogar, er habe freiwillig verloren. Er wurde dann auch für das Jahr 2006 für internationale Wettbewerbe gesperrt.
2007 stand er aber wieder in einer kubanischen Ringermannschaft, die eine Wettkampf- und Trainingstournee durch Europa machte. Dabei setzte er sich von der kubanischen Mannschaft ab und ersuchte in Deutschland um politisches Asyl. Sein Bruder Yoan Pablo Hernández arbeitete als Berufsboxer ebenfalls in Deutschland.
Bis 2011 lebte Romero in Bayern und trainierte die Ringer des SV Johannis Nürnberg. Außerdem startete er für diese Mannschaft auch in der 1. deutschen Bundesliga.

## MMA
Parallel dazu startete er in 2008 eine Karriere im Mixed Martial Arts und trainierte über die folgenden drei Jahre Combat Sambo, MMA und Kickboxen bei Serge Kuftin (Combat Sambo & MMA) und Zike Simic (Kickboxen), beide von "Modern Karate Center Althof" in Nürnberg. Dabei erlernte er Schlag- und Hebeltechniken, Würgegriffe, MMA-Kampftaktik und konnte dadurch seinen Wechsel vom Freistilringen zum MMA bewerkstelligen. Mit TKO-Siegen gegen den österreichischen MMA-Champion Sascha Weinpolter und Polens MMA Top-Rangligisten Michal Fijalka konnte er sich in diesem Sport erfolgreich behaupten. Seinen dritten MMA-Sieg erzielte Romero beim Kampf gegen Nikita Petrovs aus Litauen in der ersten Runde durch Aufgabe.
Am 10. September 2011 debütierte Romero in den USA bei der populären Organisation Strikeforce gegen Rafael Cavalcante, verlor aber in der zweiten Runde durch K. o., was seine erste und für lange Zeit einzige Niederlage in diesem Sport darstellte. 2013 wechselte Romero, inzwischen Teil des berühmten American Top Teams, in die Ultimate Fighting Championship und gewann dort acht Kämpfe am Stück, davon sechs durch Knockout, gegen hochkarätige Gegner wie Tim Kennedy, Lyoto Machida, Ronaldo Souza und Chris Weidman. Als Lohn für seine Erfolge durfte Romero bei UFC 213 am 8. Juli 2017 gegen Robert Whittaker um den UFC-Interimstitel im Mittelgewicht kämpfen, verlor jedoch einstimmig nach Punkten und damit erstmals seit fast sechs Jahren einen MMA-Kampf.

## Internationale Erfolge
| Jahr | Platz  | Wettbewerb                                          | Gewichtsklasse | |
| 1997 | 3.     | Weltcup in Stillwater, Oklahoma                     | Mittel         | hinter Kevin A. Jackson, USA und André Backhaus, Deutschland, vor Mahmud Agajew, Russland |
| 1997 | 2.     | Junioren-WM (Juniors) in Helsinki                   | bis 83 kg      | hinter Feridon Ghanbaripisar, Iran, vor Taşkın Özkale, Türkei und Taras Danko, Ukraine |
| 1997 | 5.     | WM in Krasnojarsk                                   | Mittel         | mit Siegen über Gari Modosjan, Mazedonien und Igors Samusonoks, Lettland, Niederlagen gegen Eldar Assanow, Ukraine und Soslan Frajew, Russland und einem Sieg über Mogamed Ibragimov, Aserbaidschan    |
| 1998 | 1.     | Panamerikanische Meisterschaft in Winnipeg          | Mittel         | vor Dean Morrison, USA und Justin Abdou, Kanada |
| 1998 | 1.     | Weltcup in Stillwater, Oklahoma                     | Mittel         | vor Aleksei Krupnjakow, Kirgisistan, Leslie Gutches, USA, Alireza Heidari, Iran und André Backhaus |
| 1998 | 3.     | WM in Teheran                                       | Mittel         | mit Siegen über Plamen Paskalew, Bulgarien und Gabor Kapuvari, Ungarn, einer Niederlage gegen Alireza Heidari und Siegen über Michel Seweryn Stanislawski, Polen und Chadschimurad Magomedow, Russland |
| 1999 | 2.     | Weltcup in Spokane                                  | Mittel         | hinter Leslie Gutches, USA, vor Feridon Ghanbaripisar, Hans Gstöttner und André Backhaus, beide Deutschland                                                                                            |
| 1999 | 3.     | Panamerikanische Spiele in Winnipeg                 | Mittel         | hinter Leslie Gutches und Gary Holmes, Kanada |
| 1999 | 1.     | WM in Ankara                                        | Mittel         | mit Siegen über Abbas Majidi, Iran, André Backhaus, Witali Gisojew, Aserbaidschan, Magomed Kuruglijew, Kasachstan, Ali Oezen, Türkei und Chadschimurad Magomedow                                       |
| 2000 | 1.     | Weltcup in Fairfax                                  | Mittel         | vor Leslie Gutches, Mehdi Saradjilov, Iran, Saschid Saschidow, Russland und Taras Danko |
| 2000 | Silber | OS in Sydney                                        | Mittel         | mit Siegen über Magomed Kurugliejew, Igor Samusonoks, Justin Abdou, Amir Reza Khadem, Iran und einer Niederlage gegen Adam Saitijew, Russland                                                          |
| 2001 | 1.     | Panamerikanische Meisterschaften in Santo Domingo   | Mittel         | vor Andy Hrovat, USA und Gonzalo Gaston Pelaez, Argentinien |
| 2001 | 3.     | WM in Sofia                                         | Mittel         | mit Siegen über Mahmud Agajew, Armenien, Marcin Jurecki, Polen und André Backhaus, einer Niederlage gegen Chadschimurad Magomedow und einem Sieg über Beibulat Musajew, Belarus                        |
| 2002 | 1.     | Panamerikanische Meisterschaft in Maracaibo         | Mittel         | vor Brandon Eggum, USA und Nicholas Ugoalah, Kanada |
| 2002 | 2.     | WM in Teheran                                       | Mittel         | mit Siegen über Gabor Kapuvari, Katsutoshi Senba, Japan, Rewas Mindoraschwili, Georgien und Majid Khodaee, Iran und einer Niederlage gegen Adam Saitijew                                               |
| 2003 | 1.     | Panamerikanische Spiele in Santo Domingo            | Mittel         | vor Carl Rainville, Kanada und Cael Sanderson, USA |
| 2003 | 6.     | WM in New York                                      | Mittel         | mit Siegen über Marcin Jurecki und Thomas Bucheli, Schweiz und Niederlagen gegen Mogamed Ibragimov, Mazedonien und Saschid Saschidow                                                                   |
| 2004 | 1.     | Canada-Cup in Guelph                                | Mittel         | vor Pejman Dorostkar, Iran und Greg Parker, USA |
| 2004 | 2.     | Weltcup in Baku                                     | Mittel         | hinter Nicholas Ugoalah und vor Vugar Gurbanow, Aserbaidschan und Taimuras Kotschiew, Russland |
| 2004 | 1.     | Panamerikanische Meisterschaften in Guatemala-Stadt | Mittel         | vor Thomas Rowlands, USA und Luis F. Vivenes, Venezuela |
| 2004 | 4.     | OS in Athen                                         | Mittel         | mit Siegen über Jeffrey Cobb, GUM, David Bichinaschwili, Deutschland und Lazaros Loizidis, Griechenland und Niederlagen gegen Cael Sanderson und Saschid Saschidow                                     |
| 2005 | 1.     | Cerro Pelado International in Havanna               | Mittel         | vor Roilandi Zuniga Herrera, Kuba, Georgi Ketojew, Russland und Travis Cross, Kanada |
| 2005 | 1.     | Weltcup in Taschkent                                | Mittel         | vor Georgi Ketojew, Russland und Feridon Ghanbaripisar |
| 2005 | 1.     | Buratio-Cup in Ulan-Ude                             | Mittel         | vor Zargalseichan Chulunbaat, Mongolei, Bator Chirenow, Russland und Saslan Hatzyjeu |
| 2005 | 1.     | "Schamil-Umachanow"-Memorial in Chassawjurt         | Mittel         | vor Arslanbek Aliew, Russland, Schamil Aliew, Tadschikistan und Zaur Temirzanow, Russland |
| 2005 | 2.     | WM in Budapest                                      | Mittel         | mit Siegen über Abraham Vasallo, Malta, Radosław Horbik, Polen, Saslan Hatzyjeu und Taras Danko sowie einer Niederlage gegen Rewas Mindoraschwili                                                      |
| 2007 | 1.     | Panamerikanische Spiele in San Salvador             | Mittel         | vor Jesus Gonzales, Venezuela und Richard Ramos, Dominikanische Republik |
| 2007 | 1.     | Großer Preis von Deutschland in Leipzig             | Mittel         | vor Saslan Hatzyjeu, Lukasz Wiechna, Polen, David Bichinaschwili und Sergei Borchanka, Belarus |

Anmerkung: Alle Wettbewerbe im freien Stil, OS = Olympische Spiele, WM = Weltmeisterschaften, Mittelgewicht, bis 84 Kilogramm Körpergewicht